# 乾符有道
乾符有道（けんぷゆうどう、Càn Phù Hữu Đạo、カンフヒュウダオ）は、ベトナム、李朝の太宗李仏瑪の治世で使われた3番目の年号。1039年 - 1042年。
- 元年6月：通瑞より改元。
- 4年10月：明道に改元。

## 西暦等との対照表
| 乾符有道 | 元年     | 2年       | 3年       | 4年    |
| 西暦     | 1039年   | 1040年    | 1041年    | 1042年 |
| 干支     | 己卯     | 庚辰      | 辛巳      | 壬午   |
| 宋       | 宝元 2年 | 康定 元年 | 慶暦 元年 | 2年    |

| 前の元号 通瑞 | ベトナムの元号 李朝 | 次の元号 明道 |